# Præcession
Præcession er et fysisk fænomen, der viser sig, når et roterende objekts akse slingrer mens den udsættes for en udefrakommende kraftpåvirkning. Et velkendt eksempel på præcession er en snurretop.

## Jordens præcession
Jorden er også et roterende legeme. Dens rotationsakse hælder omkring 23,5 grader i forhold til normalen til ekliptikas plan (pol), men aksen præcesserer med en periode på cirka 25.800 år. Det betyder at himlens nordpol og sydpol samt himlens ækvator ser ud til at flytte sig i forhold til fiksstjernerne i løbet af århundrederne.
Sagt på en anden måde, så forårsager rotationen og præcession, at himmelpolen i løbet af 25.800 år beskriver en cirkel rundt om ekliptikas pol på 23,5°. Et resultat af dette er, at Nordstjernen ikke var nordstjerne, da egypterne byggede pyramiderne for ca. 5.000 år siden, og at den heller ikke vil være nordstjerne engang i fremtiden. Alle stjernepositioner ændres langsomt pga. præcessionen, og det er derfor nødvendigt at henføre positionerne i stjernekatalogerne til et bestemt år.
Præcessionen har også betydning for forårspunktets placering da forårspunktet afhænger af himlens ækvators beliggenhed. I antikken befandt forårspunktet sig i stjernebilledet Vædderen, men i dag er det flyttet langt ind i Fiskene. I fremtiden vil det komme til at befinde sig i Vandmanden (Vandmandens tidsalder), og så videre.
Vestlig astrologi tager udgangspunkt i forårspunktet ved inddelingen af ekliptika i stjernetegn. Præcessionen fra antikken til i dag har betydet at der ikke er overensstemmelse mellem stjernetegnene og de synlige stjernebilleder på himlen som tegnene oprindelig blev opkaldt efter. Denne forskel bliver større i fremtiden, og først om godt 20.000 år vil stjernetegn og stjernebilleder igen passe sammen.